# 차이나타운 (1974년 영화)
《차이나타운》(영어: Chinatown)은 1974년 개봉한 미국의 느와르 미스터리 영화이다. 로만 폴란스키가 감독을, 로버트 타운이 각본을 맡았다. 1974년 골든 글로브상 극영화 부문 작품상·감독상·각본상 수상작이다. 1975년 에드거상 영화 각본상 수상작이기도 하다. 1991년 미국 국립영화등기부에 등재되었다.

## 줄거리
1937년, 에블린 멀레이라는 여자가 사립탐정 제이크 기티스를 찾아와 자기 남편이자 로스앤젤레스 수도전력국 수석 엔지니어인 홀리스 멀레이를 미행해 달라고 의뢰한다. 홀리스는 새로 지어질 저수지가 안전하지 않다며 건설을 공개적으로 반대한다. 기티스는 홀리스가 젊은 여자와 함께 있는 것을 보고 사진을 찍는다. 다음날 아침 이 사진들이 신문 1면에 등장한다. 한 여자가 기티스를 찾아와 자신이 진짜 에블린 멀레이라고 알리며 그를 고소하겠다고 말한다.
기티스는 자신이 속았음을 깨닫고 진짜 목표는 홀리스 멀레이라고 짐작한다. 그러나 루 에스코바르 경위가 저수지에서 물에 빠져 죽은 멀레이를 발견한다. 에블린의 의뢰를 받은 기티스는 멀레이가 살해당한 것은 아닌지 조사하다가, 가뭄이 들었는데도 매일 밤 저수지에서 막대한 량의 물을 흘려보내고 있음을 알게 된다. 기티스는 수도국 보안과장 멀비힐에게 얼씬거리지 말라는 말을 듣고 그의 부하가 기티스의 한쪽 콧구멍을 칼로 찢어 놓는다. 사무실로 돌아온 기티스는 자신을 가짜 에블린 멀레이라 밝힌 아이다 세션스에게 걸려온 전화를 받는다. 그녀는 자기를 고용한 사람이 누군지 밝히지 못하지만 기티스에게 그날의 부고 기사를 확인해 보라고 귀띔한다.
기티스는 멀레이가 한때 에블린의 부유한 아버지 노아 크로스와 사업 동료였다는 사실을 알게 된다. 크로스는 기티스와 함께하는 식사 도중, 당신은 지금 어떤 일을 파헤치고 있는지 모른다며 멀레이의 불륜 상대를 찾아 주면 지금 받는 돈의 두 배를 주겠다고 제안한다. 기티스는 기록보관소에서 노스웨스트밸리 지역 토지 대부분이 최근에 소유자가 바뀌었음을 알게 된다. 그는 지역을 조사하던 도중 기티스를 수도국 사람으로 오해한 땅 주인들에게 습격당한다. 그들은 수도국이 물 공급을 끊어 자기들을 몰아내려 한다고 생각한다.
기티스는 수도국이 이 지역에 물 공급을 끊어 더 싼 값에 땅을 사려는 속셈이고, 멀레이는 그걸 알게 되어 살해당했다고 추론한다. 기티스는 요양원에 살던 어느 노인이 사망 일주일 후에 토지를 구매한 기록을 발견한다. 기티스와 에블린은 요양원을 찾아가 최근의 부동산 거래가 요양원 거주자들 명의로 비밀리에 진행되었음을 확인한다. 수상함을 느낀 요양원 관리자는 멀비힐을 호출한다. 멀비힐과 그 부하들을 따돌린 기티스와 에블린은 에블린의 집에 숨는다. 두 사람은 사랑을 나눈다. 에블린은 한밤중에 걸려온 전화를 받더니 급히 어딘가로 향하며 기티스에게 자기 아버지는 위험한 사람이라고 경고한다. 기티스는 에블린의 뒤를 쫓는다. 집 창문을 들여다보니 에블린이 멀레이의 불륜 상대 캐서린을 위로해 주고 있었다. 기티스가 에블린에게 여자를 가둬 둔 거냐고 따지자 에블린은 캐서린이 자기 동생이라고 말한다.
다음날 기티스에게 익명의 전화가 걸려와 아이다 세션스의 아파트 주소를 알려준다. 그곳에 가니 아이다 세션스는 살해되어 있고 에스코바르가 기티스를 기다리고 있었다. 에스코바르는 멀레이의 부검 결과 폐에 짠물이 들어 있었고 따라서 민물 저수지에서 익사한 것이 아니라고 말한다. 에스코바르는 에블린을 살인범으로 의심하여 기티스에게 그녀를 빨리 찾아내라고 요구한다. 기티스가 에블린의 집을 찾아가자 하인들이 그녀의 짐을 싸고 있었다. 그는 정원의 연못 물이 짠물임을 깨닫고 물 속에서 이중 초점 안경을 발견한다. 그가 에블린에게 캐서린에 대해 묻자 이번에 그녀는 캐서린이 자기 딸이라고 말한다. 기티스가 에블린을 때리자 그녀는 캐서린이 자기 동생이면서 딸이라고 털어놓는다. 그녀가 15살이었을 때 아버지가 그녀를 강간해 낳은 딸이었던 것이다. 그녀는 안경이 멀레이의 것이 아님을 확인한다.
기티스는 에블린과 캐서린이 멕시코로 도망갈 수 있도록 주선하고, 로스앤젤레스 차이나타운에 사는 그녀 집사의 집에서 만나기로 한다. 기티스는 크로스를 멀레이 부부의 집으로 불러내 거래를 제안한다. 크로스는 노스웨스트밸리 지역을 로스앤젤레스에 합병하고 물을 대어 개발할 계획이라고 털어놓는다. 기티스는 크로스가 쓴 안경을 보고 그가 멀레이를 죽였다고 말한다. 크로스는 멀비힐을 시켜 기티스에게 총을 들이대고 에블린과 캐서린을 내놓으라고 협박한다. 만나기로 했던 차이나타운의 집에 이르자 그곳에서 기다리던 경찰이 기티스를 구속한다. 크로스가 캐서린에게 다가가자 격분한 에블린은 그의 팔에 총을 쏘고 캐서린과 함께 차를 타고 달아나려 한다. 에블린은 경찰이 쏜 총을 맞고 죽는다. 크로스는 캐서린을 낚아채 데리고 간다. 에스코바르는 기티스를 풀어주고, 기티스의 친구 로렌스 월시가 다가와 말한다. “잊어버려, 제이크. 여긴 차이나타운이야.”

## 출연

### 주연
- 잭 니콜슨 - 제이크 기티스 역
- 페이 더너웨이 - 에블린 멀레이 역

### 조연
- 존 휴스턴 - 노아 크로스 역
- 존 힐러먼 - 러스 옐버튼 역
- 페리 로페즈 - 루 에스코바르 경위 역
- 대럴 즈월링 - 홀리스 멀레이 역
- 버트 영 - 컬리 역
- 브루스 글로버 - 더피 역
- 조 만텔 - 로렌스 월시 역
- 로이 젠슨 - 클로드 멀비힐 역
- 다이안 래드 - 아이다 세션스 역
- 딕 바컬리언 - 로치 형사 역
- 제임스 홍 - 에블린의 집사 칸 역
- 로만 폴란스키 - 칼잡이 역

## 기타
- 협력프로듀서: C.O. 에릭슨
- 미술: 리처드 실버트
- 의상: 앤시아 실버트

## 한국판 성우진(KBS) (1993년 4월 18일)
- 이정구 - 기티스 (잭 니콜슨)
- 이선영 - 에블린 (페이 더너웨이)
- 조달호 - 노아 크로스 (존 휴스턴)
- 남궁윤 - 루 에스코바르 경위 (페리 로페즈)
- 유만준 - 컬리 (버트 영)
- 김정경
- 탁원제
- 이근욱
- 조동희
- 정동열
- 임은정
- 황정란
- 김창주
- 이호인